# Séamus Kirk
 (janvier 2019).
Si vous disposez d'ouvrages ou d'articles de référence ou si vous connaissez des sites web de qualité traitant du thème abordé ici, merci de compléter l'article en donnant les références utiles à sa vérifiabilité et en les liant à la section « Notes et références ».
Séamus Kirk (né le 26 avril 1945) est une personnalité politique irlandaise membre du Fianna Fáil. Il est Teachta Dála (député) de 1982 à 2016 pour la circonscription de Louth, et Ceann Comhairle (président de la chambre basse du parlement) de 2009 to 2011. Il est secrétaire d'État de 1987 à 1992.